# Nature Geoscience
Nature Geoscience, abgekürzt Nat. Geosci., ist eine Fachzeitschrift, die von der Nature Publishing Group herausgegeben wird. Die Erstausgabe erschien im Januar 2008. Derzeit werden zwölf Ausgaben im Jahr publiziert. Die Zeitschrift veröffentlicht Artikel aus allen Bereichen der Geowissenschaften.
Der Impact Factor des Journals lag im Jahr 2016 bei 13,941, der fünfjährige Impact Factor bei 14,350. Nach ISI Web of Knowledge wird das Journal mit diesem Impact Factor in der Kategorie multidisziplinäre Geowissenschaften an erster Stelle von 188 Zeitschriften geführt.
Chefherausgeberin ist Heike Langenberg, die beim Verlag angestellt ist.